# Марь кленолистная
Марь кленоли́стная (лат. Chenopodium acerifolium) — вид двудольных растений рода Марь (Chenopodium) семейства Амарантовые (Amaranthaceae). Впервые описан польским ботаником Антоном Андржейовским в 1862 году.

## Распространение и среда обитания
Распространена главным образом в Восточной Европе.
Растёт на песчаных побережьях, сорных местах, редко — на влажных морских берегах.

## Ботаническое описание
Однолетнее травянистое растение высотой 20—60 см.
Стебель зелёного или красновато светло-зелёного цвета.
Листья простые, размещены по длине стебля.
Соцветие — клубочек. Цветки зелёного цвета.
Плод — орешек.
Цветёт в июле и августе.
Число хромосом — 2n=36.

## Охранный статус
Занесена в Красную книгу Латвии. В этой стране субпопуляции размещены главным образом в бассейнах Западной Двины и Гауи, на остальных участках экземпляры единичны.

## Синонимы
Синонимичные названия:
- Chenopodium acerifolium f. morarii (Prodán) F.Dvořák
- Chenopodium albidum f. morarii Prodán
- Chenopodium album subsp. hastatum (C.Klinggr.) Murr
- Chenopodium album var. hastatum C.Klinggr.
- Chenopodium album var. klinggraeffii Abrom.
- Chenopodium album f. morarii Prodán
- Chenopodium klinggraeffii (Abrom.) Aellen